# Somália nos Jogos Olímpicos
A Somália participou pela primeira vez dos Jogos Olímpicos em 1972, e tem  mandado atletas para competirem na maioria dos Jogos Olímpicos de Verão desde então. A Somália ainda não participou dos Jogos de Inverno. A nação boicotou os jogos de 1976 junto à maioria das outras nações africanas e também aderiu ao Boicote de 1980. Apesar da atual Guerra Civil Somali, a nação tem sido capaz de enviar contingentes de atletas para os jogos desde 1996.
Até 2008, nenhum atleta somali ganhou uma medalha Olímpica, com o seu melhor resultado tendo sido um sexto lugar obtido por Abdi Bile nos 1 500 metros nas Olimpíadas de Verão de 1996.
A despeito disso, alguns atletas nascidos na Somália já conseguiram medalhas defendendo a bandeira de outros países, com destaque para Mo Farah, campeão olímpico pela Grã-Bretanha.
O Comitê Olímpico Nacional da Somália foi criado em 1959 e reconhecido pelo Comitê Olímpico Internacional em 1972.

## Atletas somalis medalhistas por outros países
Devido à Guerra Civil da Somália em curso, os atletas posteriormente tiveram dificuldade em treinar na Somália e muitos deixaram para representar outras nações, como Mo Farah, que ganhou quatro medalhas de ouro representando a Grã-Bretanha. Nenhum atleta representando a Somália ainda ganhou uma medalha em uma Olimpíada, nem participou dos Jogos de Inverno.
No exterior, os atletas nascidos na Somália têm se destacado particularmente na corrida de longa distância. Os corredores de longa distância nascidos na Somália que atualmente representam outros países incluem:
- Bashir Abdi, representando a Bélgica
- Abdi Nageeye, representando a Países Baixos
- Abdi Hakin Ulad, representando a Dinamarca
- Mustafa Mohamed, representando a Suécia
- Mohammed Ahmed, representando o Canadá
- Mo Farah, representando o Grã-Bretanha
- Abdihakem Abdirahman, representando os Estados Unidos
- Hassan Mead, representando os Estados Unidos